# Antonín Truhlář
Antonín Truhlář (5. listopadu 1849 Lično – 10. září 1908 Královské Vinohrady) byl český středoškolský profesor, literární historik a klasický filolog. Od roku 1873 vyučoval na českých gymnáziích, v roce 1901 se stal ředitelem pražského akademického gymnázia. Ve vědecké práci se zaměřil zejména na shromažďování, překlady, publikaci a popularizaci děl latinsky píšících českých spisovatelů humanistického směru (16. století).

## Život
Navštěvoval gymnázium v Rychnově nad Kněžnou a Hradci Králové, poté vystudoval pražskou filosofickou fakultu. V letech 1873–4 suploval na gymnáziu v Litomyšli. V roce 1874 si doplnil zkoušku z klasické filologie, což mu umožnilo stát se řádným učitelem. Zhruba rok vyučoval na gymnáziu v Domažlicích, načež nastoupil na jičínské gymnázium vedené Františkem Lepařem. Od roku 1883 byl profesorem pražského akademického gymnázia, v roce 1901 byl jmenován jeho ředitelem.
Ve volném čase se zaměřil na literární historii, zejména české spisovatele humanistického směru ze 16. století. Velké úsilí i finanční prostředky věnoval na shromažďování starých, většinou latinsky psaných knih. Získané literární památky pak kompletoval (často se zachovaly jen zlomky) a kriticky zpracovával. Jeho snahou bylo, oživovat památku na dávno zemřelé autory. Pro svou generaci tak znovu objevil například prvního českého filologa Zikmunda z Jelení nebo zapomenutých 35 básníků, kteří latinsky opěvovali zemřelého Veleslavína.
Truhlář byl známý především v odborných kruzích. Ocenil jej Josef Svatopluk Machar (v Konfesích literáta), k jeho přátelům patřili Zikmund Winter a Alois Jirásek. Za vědeckou práci byl oceněn mimořádným členstvím v Královské české společnosti nauk (1888), řádným členstvím v České akademii (1890) a funkcí tajemníka III. třídy České akademie (1898).

## Dílo
- České literární práce Krištofa Mathebaea Bohdaneckého
- Ezopovy Jana Albína Fabule a Brantovy rozprávky (1901)
- František Šír : pokus životopisný (1882) – životopis bývalého ředitele jičínského gymnázia
- O českých překladech z antických básníkův latinských a řeckých za doby střední (XV-XVIII. st.) (1885–7)
- Politia historica M. Daniele Adama z Veleslavína
- Rukověť humanistického básnictví v Čechách a na Moravě (spoluautor)
- Výbor z literatury české : Doba nová (1886 a několik dalších vydání)

Přispíval do Ottova slovníku naučného (pod zkratkou Thř), kde zpracoval například souhrnný přehled české literatury v hesle Čechy. Podílel se i na německy psané encyklopedii Die österreichisch-ungarische Monarchie in Wort und Bild.